# FC Rapid București în sezonul 2011-2012
Sezonul 2011–12 este cel de-al 22-lea sezon consecutiv pentru FC Rapid București în primul eșalon al fotbalului românesc. FC Rapid București participă în Liga 1 și în Cupa României. Datorita clasării pe locul 4 în zezonul trecut din Liga 1 Rapid participă în Play-off Europa League unde întâlnește echipa Śląsk Wrocław.
Ultima experiență europeană a Rapidului s-a consumat pe 2 octombrie 2008, când alb-vișiniii au fost eliminați din ultimul tur preliminar al defunctei Cupe UEFA de către Wolfsburg cu scorul general de 2-1.

## Echipa

### Lotul de jucători pentru sezonul 2011–2012
| Nr. |            | Poziție | Jucător                  |
| --- | ---------- | ------- | ------------------------ |
| 1   | România    | P       | Dănuț Coman              |
| 89  | România    | P       | Cătălin Straton          |
| 90  | România    | P       | Virgil Drăghia           |
| 2   | Portugalia | F       | Rui Duarte               |
| 3   | Brazilia   | F       | Ezequias                 |
| 4   | Brazilia   | F       | Marcos António (căpitan) |
| 15  | România    | F       | Cristian Oros            |
| 16  | România    | F       | Ovidiu Burcă             |
| 17  | România    | F       | Valentin Crețu           |
| 19  | Muntenegru | F       | Vladimir Božović         |
| 27  | Brazilia   | F       | Gláuber                  |
| 5   | România    | M       | Dan Alexa                |
| 7   | România    | M       | Ciprian Deac             |

| Nr. |            | Poziție | Jucător                |
| --- | ---------- | ------- | ---------------------- |
| 8   | România    | M       | Nicolae Grigore        |
| 10  | România    | M       | Ovidiu Herea           |
| 14  | România    | M       | Mihai Roman            |
| 20  | România    | M       | Ștefan Grigorie        |
| 28  | România    | M       | Constantin Gângioveanu |
| 30  | România    | M       | Alexandru Ioniță       |
| 32  | România    | M       | Iulian Apostol         |
| 80  | Portugalia | M       | Filipe Teixeira        |
| 9   | Brazilia   | A       | Cássio                 |
| 11  | România    | A       | Daniel Pancu           |
| 21  | România    | A       | Sabrin Sburlea         |
| 24  | România    | A       | Romeo Surdu            |

### Golgeteri echipei
| Nume jucător       | Goluri campionat | Goluri Cupa României | Goluri UEFA Europa League | Total Goluri |
| ------------------ | ---------------- | -------------------- | ------------------------- | ------------ |
| Daniel Pancu       | 2                |                      | 1                         | 3            |
| Ciprian Deac       | 1                |                      |                           | 1            |
| Ovidiu Herea       | 3                |                      |                           | 2            |
| Roosevelt Ezequias | 1                |                      |                           | 1            |
| Nicolae Grigore    |                  |                      | 1                         | 1            |
| Mihai Roman        |                  |                      | 1                         | 1            |
| Iulian Apostol     |                  |                      | 1                         | 1            |
| Romeo Surdu        | 2                |                      |                           | 2            |

Actualizat etapa 6 după ultimul meci din play-off

### Stranierii din echipă
| Nume Jucător     | Echipa națională | Meciuri jucate în sezonul 2011-12 | Goluri |
| ---------------- | ---------------- | --------------------------------- | ------ |
| Ovidiu Herea     | România          | 1                                 | 1      |
| Dan Alexa        | România          |                                   |        |
| Romeo Surdu      | România          |                                   |        |
| Iulian Apostol   | România          |                                   |        |
| Vladimir Božović | Muntenegru       |                                   |        |

### Echipa tehnică
- Antrenor principal:  Răzvan Lucescu
- Antrenori secunzi:  Marian Rada, Cristian Petre și Marius Bratu (antrenor portari)
- Preparator fizic:  Diego Longo, Matteo Spatafora
- Doctor:  Marian Dumitru
- Maseuri:  Gheorghe Păun,  Roger Popovici,  Sorin Mâinea
- Magazioner:  Cornel Mateiași

## Transferuri
Echipele din Liga 1 au început "cumpărăturile" pe 21 iunie și sînt nevoite să le încheie pînă pe 20 septembrie, cînd se va termina perioada de mercato.
570.000 de euro i-a costat pe Rapid cei 8 jucători. Toți au venit liberi de contract, iar banii reprezintă primele de instalare.

### Veniri
| Post | Jucător            | De la              | Suma                                                                   | Data       |
| ---- | ------------------ | ------------------ | ---------------------------------------------------------------------- | ---------- |
| P    | Juventus București | Virgil Drăghia     | a venit liberi de contract                                             | 01-06-2011 |
| F    | Concordia Chiajna  | Valentin Crețu     | a fost imprumutat pentru un an la Rapid                                | 01-06-2011 |
| F    | FC Timișoara       | Ovidiu Burcă       | a venit liberi de contract                                             | 01-06-2011 |
| F    | FC Brașov          | Cristian Oros      | a venit liberi de contract                                             | 01-06-2011 |
| M    | Metalurg Donețk    | Filipe Teixeira    | și-a reziliat contractul cu Metalurg Donețk a venit liberi de contract | 01-06-2011 |
| M    | FC Timișoara       | Dan Alexa          | a venit liberi de contract                                             | 29-07-2011 |
| M    | Schalke 04         | Ciprian Deac       | a venit liberi de contract                                             | 29-07-2011 |
| M    | Steaua             | Romeo Surdu        | a venit liberi de contract                                             | 29-07-2011 |
| M    | Unirea Urziceni    | Iulian Apostol     | a venit liberi de contract                                             | 29-07-2011 |
| M    | Univ. Craiova      | Cosmin Gângioveanu |                                                                        | 04-09-2011 |

 +??? Alexandru Coman  (Juventus București), Doru Bratu  (Juventus București), Alexandru Tene  (Poli Iași), Cătălin Păun (Petrolul)

### Plecări
| Post | Jucător         | La            | Suma                            | Data       |
| ---- | --------------- | ------------- | ------------------------------- | ---------- |
| M    | Costin Lazăr    | -             | i-a expirat contractul cu Rapid | 20-06-2011 |
| P    | Mircea Bornescu | -             | Final de contract               | 13-06-2011 |
| M    | Lucian Răduță   | -             | Final de contract               | 13-06-2011 |
| P    | Urko Pardo      | Apoel Nicosia | Vândut                          | 03-09-2011 |

 + au mai plecat Cesinha, Juliano Spadacio, Pavel Vidanov, Olberdam, Candido Costa
|----

## Competiții
În sezonul 2011-2012 Rapid este angrenată in 3 competiții Liga I, Cupa României și Europa League.
| Competiție    | Prima etapă   | Poziție / rundă | Poziție finală / rundă | Primul meci | Ultimul meci |
| ------------- | ------------- | --------------- | ---------------------- | ----------- | ------------ |
| Liga I        | —             | —               | —                      | —           | —            |
| Cupa României | Șaisprezecimi | —               | —                      | —           | —            |
| Europa League | Play-off      | —               | —                      | —           | —            |

### Liga I

#### Clasament
Câștigători Cupei României se vor califica pentru play-off pentru 2012–13 UEFA Europa League.1
| Poz | Echipa             | MJ | V | E | Î | GM | GP | G  | Pct | Promovare sau retrogradare           |
| --- | ------------------ | -- | - | - | - | -- | -- | -- | --- | ------------------------------------ |
| 1   | Dinamo             | 6  | 5 | 0 | 1 | 13 | 4  | +9 | 15  | LC 2012-13 Turul trei preliminar     |
| 2   | Rapid              | 6  | 4 | 1 | 1 | 9  | 4  | +5 | 13  | LC 2012-13 Turul trei preliminar     |
| 3   | CFR Cluj           | 6  | 4 | 0 | 2 | 14 | 5  | +9 | 12  | EL 2012-13 Al treilea tur preliminar |
| 4   | Universitatea Cluj | 6  | 3 | 2 | 1 | 8  | 5  | +3 | 11  | EL 2012-13 Al doilea tur preliminar  |
| 5   | Steaua             | 6  | 3 | 1 | 2 | 10 | 7  | +3 | 10  |                                      |

Ultima actualizare: 28 august 2011
Sursa: 
Reguli de clasare: 
1) puncte; 2) diferența de goluri; 3) goluri marcate.
POZ = Poziția în clasament; (C) = Campioană; (R) = Retrogradată; (P) = Promovată; (E) = Eliminată; (O) = Câștigătoare de play-off; (A) = Avansează în runda următoare. 
Aplicabil doar când sezonul nu este terminat: 
(Q) = Calificare în faza competiției indicată; (TQ) = Calificare în competiție, dar încă nu în faza indicată; (RQ) = Calificată în competiția de retrogradare indicată; (DQ) = Descalificată din competiție.

Acesta este clasamentul actualizat la data de 29 august 2011. Actualizează

#### Rezultate în fiecare etapă
| Etapă    | 01 | 02 | 03 | 04 | 05 | 06 | 07 | 08 | 09 | 10 | 11 | 12 | 13 | 14 | 15 | 16 | 17 | 18 | 19 | 20 | 21 | 22 | 23 | 24 | 25 | 26 | 27 | 28 | 29 | 30 | 31 | 32 | 33 | 34 |
| -------- | -- | -- | -- | -- | -- | -- | -- | -- | -- | -- | -- | -- | -- | -- | -- | -- | -- | -- | -- | -- | -- | -- | -- | -- | -- | -- | -- | -- | -- | -- | -- | -- | -- | -- |
| Teren    | A  | D  | A  | A  | D  | A  | D  | A  | D  | A  |    |    | A  | D  | A  | D  | A  | D  | A  | D  | A  | D  | A  | D  | A  | D  | A  | D  | A  | D  | D  | A  | D  | A  |
| Rezultat | V  | Î  | V  | V  | V  | E  | E  | E  | V  | V  | E  | V  | V  | V  |    |    |    |    |    |    |    |    |    |    |    |    |    |    |    |    |    |    |    |    |
| Loc      | 1  | 9  | 3  | 2  | 2  | 2  | 3  |    |    | 2  |    | 2  | 2  | 2  |    |    |    |    |    |    |    |    |    |    |    |    |    |    |    |    |    |    |    |    |

Ultima actualizare: 26 august 2011 (UTC)).
Notă: Meciuri

Teren: A = Acasă; D = Deplasare. Rezultat: E = Egal; Î = Înfrângere; V = Victorie; Am. = Amânat.

#### Puncte pe adversari
| Echipă                   | Rezultate | Rezultate | Puncte |
| Echipă                   | Acasă     | Deplasare | Puncte |
| ------------------------ | --------- | --------- | ------ |
| Astra Ploiești           |           |           |        |
| FC Brașov                | 1-1       |           | 1      |
| CFR Cluj                 |           |           |        |
| Gaz Metan Mediaș         |           |           |        |
| CS Mioveni               |           |           |        |
| Oțelul Galați            |           |           |        |
| Pandurii Târgu Jiu       |           |           |        |
| Dinamo București         |           | 0-0       | 1      |
| Sportul Studențesc       |           |           |        |
| Steaua București         |           |           |        |
| FCM Târgu Mureș          |           |           |        |
| CS Concordia Chiajna     | 2-0       |           | 3      |
| CS Gaz Metan Mediaș      |           |           |        |
| Universitatea Cluj       |           | 2-0       | -3     |
| FC Petrolul Ploiești     |           | 0-1       | 3      |
| FC Vaslui                | 3-0       |           | 3      |
| FC Ceahlăul Piatra Neamț |           | 1-2       | 3      |

Source: 
Source: 

#### Meciuri
| 22 iulie 2011Etapa 1 | Rapid București                                                                         | 3 – 0 | FC Vaslui                                                       | București                                         |  |
| 18:30                | 8' 37' Ciprian Deac 33' Romeo Surdu 30' Dan Alexa 36' Ovidiu Burcă 72' 87' Ovidiu Herea |       | 30' Adaílton Martins Bolzan 86' Vasile Buhăescu 90+2' Paul Papp | Stadion: Stadionul Regie Arbitru: Hațeganu Ovidiu |  |

| 30 iulie 2011Etapa 2 | Universitatea Cluj | 2 – 0 | Rapid București                                            | Mediaș                                               |  |
| 20:20                | 28' (o.g.)Rui Duarte 33' Claudiu Niculescu Claudiu Niculescu 34' Gabriel Boștină 59' Steven Pelé 65' Sebastian Cojocnean |       | Rui Duarte 24' Ovidiu Burcă 59' Ovidiu Herea 76' Dan Alexa | Stadion: Stadionul Gaz Metan Arbitru: Ionescu Adrian |  |

| 13 august 2011Etapa 3 | FC Petrolul Ploiești                                                                           | 0 – 1 | Rapid București                                                                             | Buzău                                                     |  |
| 20:15                 | 25' Daniel Oprița 53' Adrian Borza 65' Barbu Valentin 71' Florentin Dumitru 83' Nikola Komazec |       | 86' 86'Daniel Pancu 28' Iulian Apostol 56' Ovidiu Burcă 69' Filipe Teixeira 90' Dănuț Coman | Stadion: Stadionul Gloria Spectatori: - Arbitru: Colțescu |  |

| 21 august 2011Etapa 4 | Rapid București                       | 2 – 0 | CS Concordia Chiajna | Pitești                                                          |  |
| 19:30                 | 60'Daniel Pancu 73'Roosevelt Ezequias |       |                      | Stadion: Stadion: "N. Dobrin" - Pitești Arbitru: Tudor Alexandru |  |

| 28 august 2011Etapa 5 | FC Ceahlăul Piatra Neamț                                   | 1-2 | Rapid București                                                                                |  |  |
|                       | 6' 68'Daniel Barna 55' Stana Daniel 67' Alexandru Forminte |     | 7'Ovidiu Herea 24' Dănuț Coman 29'Romeo Surdu 82' Nicolae Grigore 88' Gláuber 90+2' Rui Duarte |  |  |

| 10 septembrie 2011Etapa 6 | Rapid București                                                                     | 1-1 | FC Brașov                              |  |  |
| 19:00?                    | 17' (p) 19' Ovidiu Herea 19' Vladimir Božović 76' Cristi Ionescu 19' Marcos António |     | 30' Peter Majerník 65'Marian Cristescu |  |  |

| 19 septembrie 2011Etapa 7 | Dinamo | 0-0 | Rapid București |  |  |
| 21:30                     |        |     |                 |  |  |

| 24 septembrie 2011Etapa 8 | Rapid București | 1-1 | CFR Cluj   | Giulești                                                                          |  |
| 17:30                     | 16' Mihai Roman |     | 58' Weldon | Stadion: „Valentin Stănescu” - Giulești Spectatori: 7000 Arbitru: Tudor Alexandru |  |

| 01 octombrie 2011Etapa 9 | FC Sibiu | 0-1 | Rapid București     |                                                                                     |  |
| 13:00                    |          |     | 12(p)' Ciprian Deac | Stadion: Stadion: "Municipal Sibiu" - Sibiu Spectatori: 7000 Arbitru: Istvan Kovacs |  |

Actualizat: 22 august 2011
Sursă: 

Legendă:

      Victorie

      Egal

      Înfrângere

      Amânat

### Cupa României
Pentru detalii vezi Cupa României
| 20 septembrie 2011"16-imi" | Rapid București                          | 4-1 | FC Juventus București (1992) | București                                            |  |
| 19:00                      | Mihai Roman 37,45' Iulian Apostol 64,79' |     | Alexandru Zaharia 89'        | Stadion: Valentin Stănescu Arbitru: Andrei Chivulete |  |

### UEFA Europa League

#### UEFA Europa League Play-off
| 18 augustplay-off, prima manșă | Śląsk Wrocław                                                         | 1 – 3   | Rapid București                                                                                           |                                                                            |  |
| 20:00 ora locală               | Sebastian Mila 15' 47' Marek Wasiluk 29' Tadeusz Socha 62' Koné 90+2' | Rezumat | Nicolae Grigore 24' Mihai Roman 34' Iulian Apostol 79' Marcos António 34' Rui Duarte 82' Ovidiu Herea 89' | Stadion: Stadion: Slask Stadium Oporowska, Wrocław Arbitru: Michael Weiner |  |

| 25 augustplay-off, manșa secundă | Rapid București                                   | 1 - 1   | Śląsk Wrocław                                                                  |                                                                                |  |
| 21:00 ora locală                 | Daniel Pancu 12' Dan Alexa 22' Marcos António 84' | Rezumat | Waldemar Sobota 46' 90+2' Tadeusz Socha 48' Cristián Díaz 72' Lukasz Madej 81' | Stadion: Stadion: Stadionul Dan Păltinișanu, Timișoara Arbitru: Martin Hansson |  |

#### UEFA Europa League Grupa C
| Echipă          | Joc | V | E | P | GM | GP | DG | Pcte |
| --------------- | --- | - | - | - | -- | -- | -- | ---- |
| PSV Eindhoven   | 3   | 3 | 0 | 0 | 6  | 2  | 4  | 9    |
| Rapid București | 6   | 1 | 0 | 5 | 5  | 12 | -7 | 3    |
| Hapoel Tel Aviv | 2   | 1 | 0 | 1 | 1  | 4  | -3 | 4    |
| Legia Warsaw    | 3   | 2 | 0 | 1 | 4  | 1  | 3  | 6    |

| Hapoel Tel Aviv | 0-1    | Rapid București |
| --------------- | ------ | --------------- |
|                 | Report | Herea 55'       |

| Rapid București | 1-3    | PSV Eindhoven                       |
| --------------- | ------ | ----------------------------------- |
| Alexa 28'       | Report | Bouma 43' Toivonen 89' Matavž 90+2' |

| Rapid București | 0-1    | Legia Varșovia |
| --------------- | ------ | -------------- |
|                 | Report | Radović 73'    |

| Legia Varșovia                    | 3-1    | Rapid București |
| --------------------------------- | ------ | --------------- |
| Radović 53', 69' Kucharczyk 90+3' | Report | Teixeira 65'    |

| Rapid București | 1-3    | Hapoel Tel Aviv                          |
| --------------- | ------ | ---------------------------------------- |
| Deac 43' (pen.) | Report | Igiebor 12' Tamuz 39' (pen.) Tuama 45+1' |

| PSV Eindhoven          | 2 – 1  | Rapid București |
| ---------------------- | ------ | --------------- |
| Manolev 75' Matavž 79' | Report | Pancu 90+2'     |

| Coman Duarte Marcos Oros Bozovic Alexa Grigore Teixeira Deac Pancu Herea |
|                                                                          |

## Amicale
| 2 septembrie 2011 2Amical | Rapid București | 1-2 | Bologna                       |                                              |  |
| 21:45                     | Grigorie        |     | Marco Di Vaio, Paponi p' (75) | Stadion: stadionul Dall'Ara Arbitru: FC 1909 |  |